# Bugatti Type 2

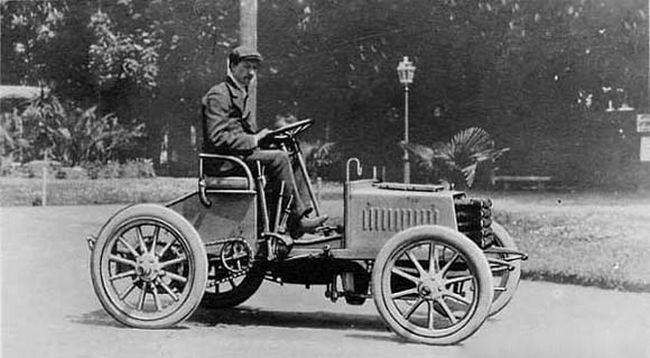
Bugatti Type 2

De Bugatti Type 2 was Bugatti's eerste auto. Er is er maar een van gemaakt, in 1900. De Type 2 had een viercilindermotor en het aantal pk is onbekend. De totale massa van de Type 2 is 650 kilogram. Bijna de hele auto is van hout gemaakt, behalve de motor. De auto had geen versnellingen, schokdempers of remmen.